# Johan Olof Rosenberg

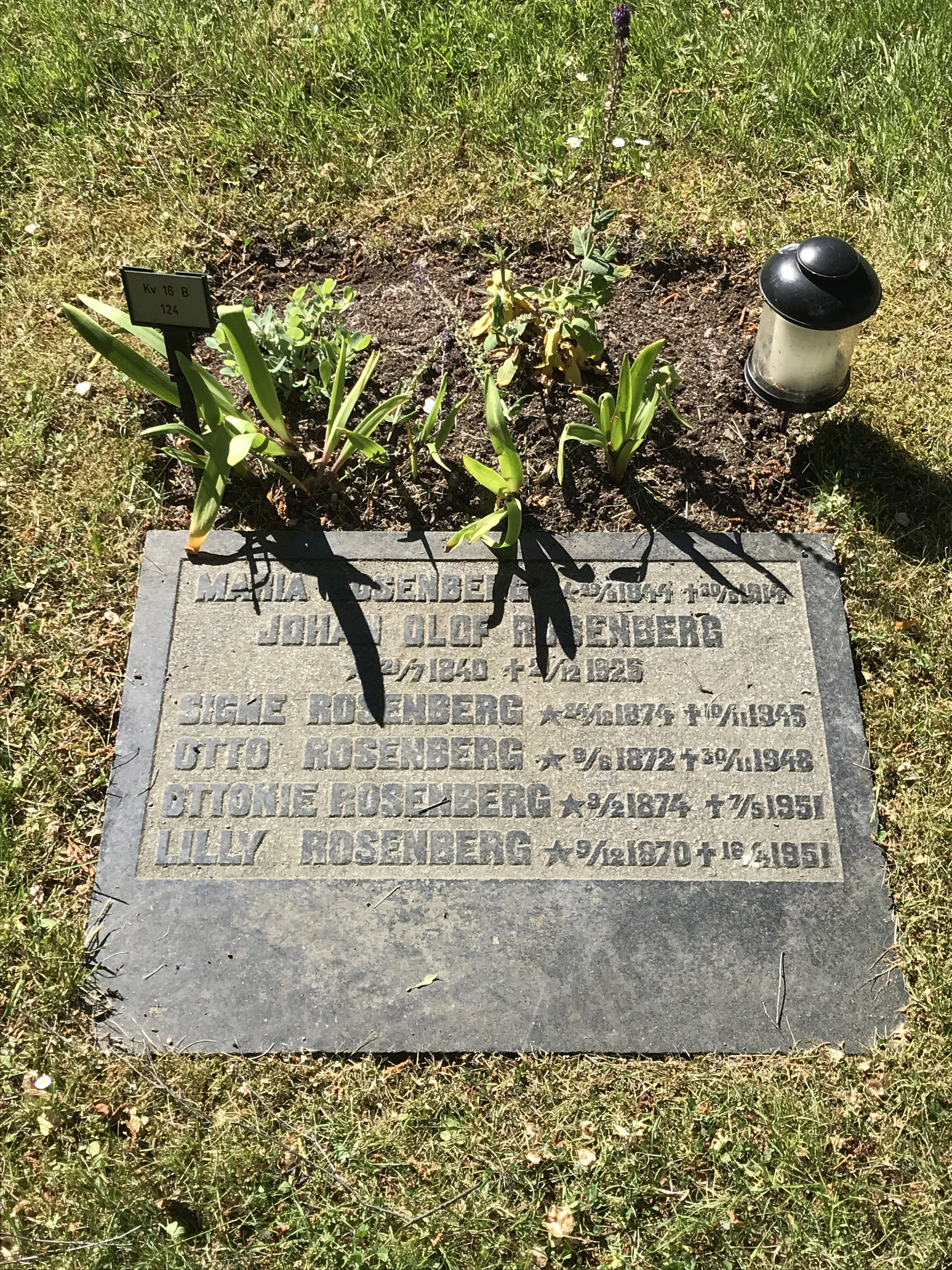
Gravvård Norra begravningsplatsen

Johan Olof Rosenberg, född 21 juli 1840 i Fjälkinge i Kristianstads län, död 21 december 1925 i Stockholm, var en svensk kemist; son till Sven Rosenberg; bror till Carl Martin Rosenberg; far till Gustaf Otto Rosenberg.
Rosenberg blev 1858 student vid Lunds universitet, 1865 filosofie doktor och 1866 docent i kemi där, 1867 lärare vid realgymnasium i Göteborg, 1868 lärare i kemi vid Chalmersska institutet, 1875 adjunkt i kemi och kemisk teknologi vid Teknologiska institutet, 1877 professor i allmän kemi vid Kungliga Tekniska högskolan, vilken befattning han innehade till 1906. Vid upprättandet av Stockholms högskola deltog han som föreläsare i kemi 1878–1881.
Bland Rosenbergs skrifter märks främst hans utförliga Lärobok i oorganisk kemi (1888; andra upplagan 1892; båda grundade på den nyare atomteorin samt på Jöns Jacob Berzelius och Christian Wilhelm Blomstrands elektrokemiska uppfattning; i tredje upplagan, 1903, försökte Rosenberg så långt som möjligt genomföra Svante Arrhenius elektrolytiska dissociationsteori). 
Rosenbergs vetenskapliga arbete koncentrerades omkring en grupp av den oorganiska kemins mest komplicerade föreningar, de så kallade Roussins salter, först framställda 1858 och under de följande 50 åren föremål för påbörjade undersökningar av ett stort antal kemister, vilka dock ej lyckades klargöra dessa föreningars verkliga natur. Däremot kunde Rosenberg redan 1865 i sin gradualavhandling, Undersökningar angående qväfoxidens föreningar med svafveljern, samt 1866 i sitt docentspecimen, Om nitrosvafveljernföreningarne, visa, att såväl Roussins egen som andra kemisters uppfattning av dessa salter var ohållbara. I två senare arbeten, Undersökningar öfver nitrososvafveljernföreningarne och deras förhållande till nitroprussidföreningarna (I, 1877) och Über die Nitrososchwefeleisen-Verbindungen und ihr Verhalten zu den Nitroprussiden (II, 1905 och III, 1910), beskrev Rosenberg framställningen av nya föreningar inom denna grupp såväl som av de Roussinska salternas "modersubstans" nitrososvaveljärn (ur järnklorid, natriumsulfid och kväveoxid) och kunde till slut uppställa fullt rationella konstitutionsformler för dessa så länge omtvistade substanser.
Rosenberg blev 1871 ledamot av Vetenskaps- och Vitterhetssamhället i Göteborg, sedan 1882 ledamot av Evangeliska fosterlandsstiftelsens styrelse och från 1895 av styrelsen i Svenska nykterhetssällskapet (numera "Svenska sällskapet för nykterhet och folkuppfostran").
Rosenberg blev kommendör av Kungl. Nordstjärneorden 1905 1/12 (riddare 1889).